# Goran Vojnović
Goran Vojnović (rođen 11. juna 1980) je slovenački pisac, kolumnista, režiser i scenarista. Diplomirao je na Akademiji za pozorište, radio, film i televiziju u Ljubljani. U svojim djelima se uglavnom bavi problematikom uključivanja doseljenika sa juga u slovenačko društvo.

## Afera „“
Goran Vojnović je postao poznat široj slovenačkoj javnosti nakon „afere“ Čefurji raus. U januaru 2009. protiv autora knjige „Čefurji raus“ pokrenut je postupak kojeg je odredio v.d. direktora policije Matjaž Šinkovec. Organi progona su u toj knjizi navodno našli primjer uvrijede policije. Postupak je bio završen nakon intervencije ministarke unutrašnjih poslova Katarine Kresal, koja je, kako se sama izrazila, samim postupkom policije razočarana i ožalošćena. Ministarka je knjigu čak preporučila, a i sama je pročitala pred početak afere.
Povodom toga su se oglasila i razna umjetnička društva (PEN,...) i pojedini umjetnici, koji su oštro osudili uskraćenje umjetničke slobode.
Narednog dana, policija je prekinula postupak, priznala svoju grešku, a v.d. direktora, Matjaž Šinkovec, ponudio je ostavku.
Goran Vojnović je 2009. dobitnik nagrade „Prešernov sklad“ za književni rad pomenute knjige.

## Filmografija
- (2010)
- (2013)
- (2021)

## Bibliografija
- Čefurji raus!
- Ko Jimmy Choo sreča Fidela Castra (zbirka kolumni)
- Jugoslavija, moja dežela[6]
- Figa
- Đorđić se vrača
- Zbiralec strahov (zbirka eseja)

## Spoljašnje veze
- Goran Vojnović на веб-сајту  (језик: енглески)